# Kulathummal
Kulathummal es una ciudad censal situada en el distrito de Thiruvananthapuram en el estado de Kerala (India). Su población es de 40448 habitantes (2011). Se encuentra a 17 km de Thiruvananthapuram y a 79 km de Kollam.

## Demografía
Según el censo de 2011 la población de Kulathummal era de 40448 habitantes, de los cuales 19838 eran hombres y 20610 eran mujeres. Kulathummal tiene una tasa media de alfabetización del 91,80%, inferior a la media estatal del 94%: la alfabetización masculina es del 93,80%, y la alfabetización femenina del 89,89%.